# Вассинская свита
Вассинская свита — геологическая свита, распространённая в Тогучинском районе Новосибирской области и относимая к франскому ярусу девонской системы (382,7—372,2 млн лет). Состоит из литифицированного известняка, представляющего собой коралловый биостром. Названа по селу Вассино, неподалёку от которого простирается свита.
Среди ископаемых организмов вассинской свиты известны только коралловые полипы.
Координаты: 55,1° N, 84,4° E.

## Ископаемые организмы

### Коралловые полипы
| Tabulophyllum | Tabulophyllum sp.                           |  |
| Disphyllum    | Disphyllum lazutkini Disphyllum caespitosum |  |
| Pachyphyllum  | Pachyphyllum sp.                            |  |